# Johannes Ruysch

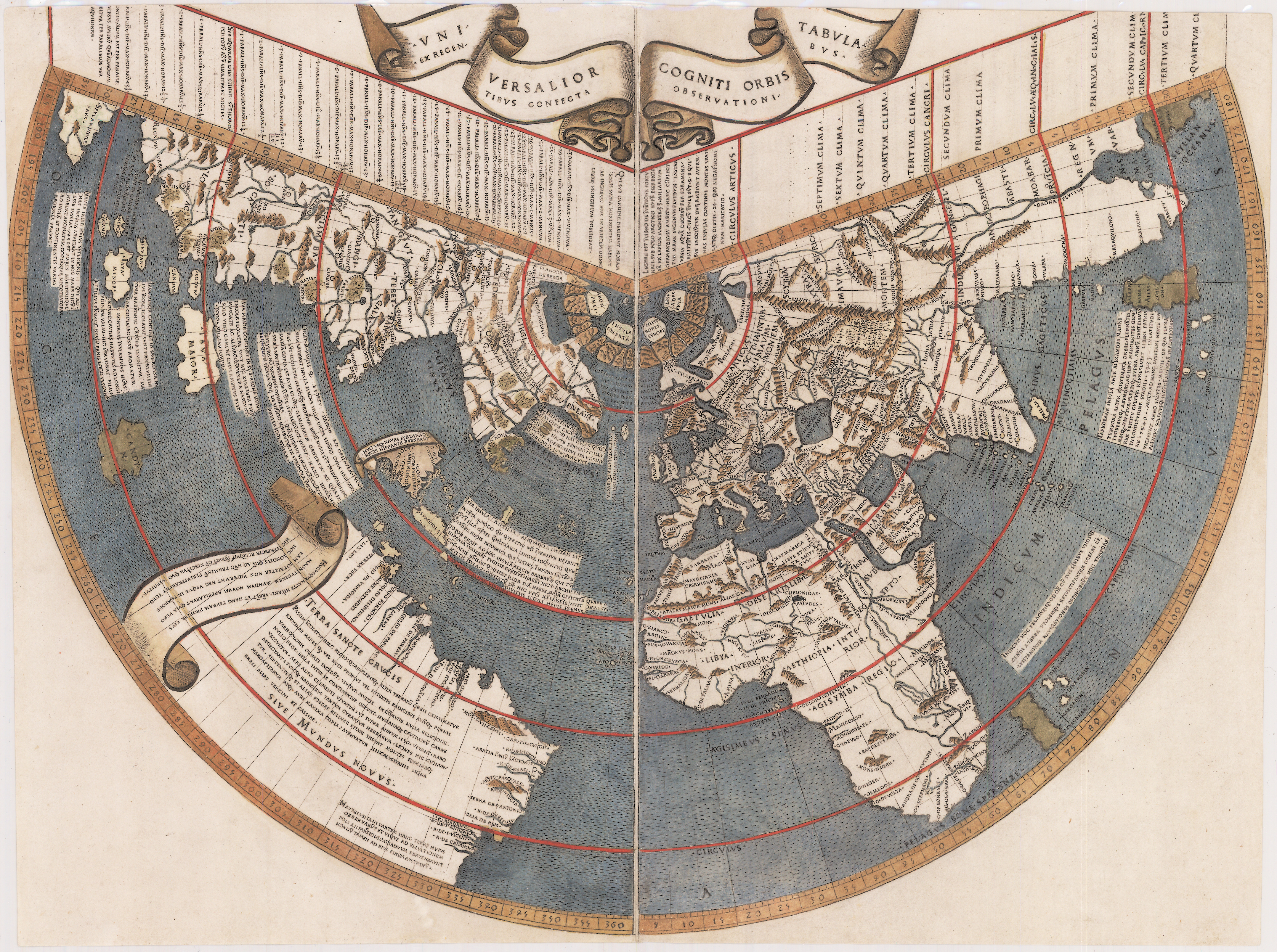
Ruysch’sche Weltkarte von 1507

Johannes Ruysch (* um 1460 in Utrecht; † 1533 in Köln), auch bekannt als Johann Ruijsch oder Giovanni Ruisch war ein Kartograph, Astronom, Buchillustrator und Maler aus den heutigen Niederlanden, der eine bekannte Weltkarte erstellte. Diese Ruysch’sche Weltkarte ist die zweitälteste Darstellung der Neuen Welt in gedruckter Form. Sie wurde im Jahre 1507 veröffentlicht und fand aufgrund ihrer Veröffentlichungsform weite Verbreitung.

## Mögliche Teilnahme an Entdeckungsfahrten
Über seine frühen Lebensjahre ist wenig bekannt.
Die von ihm erstellte Karte wurde ab 1507 einer Ausgabe der Geographia des Ptolemäus beigefügt; dieses Werk war im spätmittelalterlichen Europa wiederentdeckt worden und wurde in gedruckter Form verbreitet. In einer Anmerkung des italienischen Cölestiner-Mönches Marcus Beneventanus zu der Karte schreibt dieser (in Übersetzung):
Johannes Ruysch aus Deutschland, nach meinem Urteilsvermögen ein höchst exakter Geograph, und ein höchst gewissenhafter (dazu), beim Skizzieren des Globusses, zu dessen Hilfe bei dieser kleinen Arbeit ich ihm verpflichtet bin, hat mir erzählt, dass er vom Süden Englands, und etwa so weit wie bis zum 53ten, des nördlichen Breitengrades, vorgedrungen sei, und er zu diesem parallel nach Westen, zu den Ufern des Ostens, segelte, etwas nordwärts haltend, viele Inseln wahrnahm.
Aufgrund dessen wurde angenommen, dass er John Cabot auf seinen Expeditionen in den Jahren 1487 oder 1498 begleitet haben könnte. Auch wird, angesichts der Häufung portugiesischer Namen auf seiner Karte, spekuliert, dass er, etwa von Bristol aus, mit einem portugiesischen Schiff, mitgefahren sein könnte.

## Wirken in Köln
Im Jahre 1494 schrieb er das Werk Admonitiones ad spiritualia trahentes, eine Abhandlung über das Mischen von Farben und das Malen auf Leinwand. Wahrscheinlich trat Ruysch um 1505 in das Benediktiner-Kloster Sankt Martin in Köln als Weltgeistlicher ein. Andere Quellen nennen das Jahr 1492.

## Wirken in Rom
Später ging er nach Rom, wo ihm Papst Julius II. einen Dispens, seine geistlichen Aufgaben betreffend, erteilte. Wahrscheinlich fertigte er die Karte dort im Jahre 1507; er taucht dort auf Lohnlisten der Jahre 1508 und 1509 auf und scheint auf dekorative Kunstmalerei spezialisiert gewesen zu sein. Es wird vermutet, dass er mit „Dem Flamen, genannt John“, einem nahen Freund Raphaels identisch ist, der zeitweilig mit ersterem zusammenwohnte. Ferner wurde angenommen, dass er Raphael bei seiner „Astronomia“ in den Jahren 1509 bis 1510 und anderen Fresken in der Stanza della segnatura assistiert und beraten habe.

## Wirken in Lissabon
Danach ging Ruysch an den portugiesischen Hof, um dort als Astronom zu arbeiten; womöglich auf Empfehlung von Papst Julius II. welcher mit Manuel I. von Portugal befreundet war. Dass er dort auch als Kartograph tätig gewesen sein könnte, erscheint weniger glaubhaft. Das in Portugal vorhandene kartographische Wissen war dem seinen deutlich überlegen, was die Cantino-Planisphäre und auch die Caveri-Karte eindrucksvoll belegen. Dennoch wird er als „Renaissance-Talent“, Astronom und Rezeptor des antiken geographischen Wissens des Ptolemäus das Interesse des Königs geweckt und den Hof desselben bereichert haben. Ferner war er einer der ersten, die die Krümmung der Erde beim Anfertigen von Karten berücksichtigt hatten. Das darin steckende Potential wurde in Portugal sicher als möglicherweise hilfreich für die portugiesischen Entdeckungen erkannt.

## Letzte Jahre
Ruysch kehrte in das Kloster Sankt Martin zurück, wo er seinen Lebensabend verbrachte. Er erhielt ein Zimmer, das direkt an die Bibliothek des Klosters angrenzte. In dem Kloster schuf er auch eine, heute verlorene, astronomische Wandmalerei, die Tage, Monate (Mondphasen) und Planetenkonstellationen verdeutlichte. Als er im Jahre 1533 in dem Kloster verstarb, hatte er ein für diese Zeit beachtliches Alter erreicht. Er hinterließ eine größere Zahl astronomischer Geräte, die er selbst angefertigt hatte.